# Loesenera
Loesenera là một chi thực vật có hoa trong họ Đậu.